# Knjiga votlin
Knjiga votlin je pomembna staroegipčanska knjiga o podzemnem svetu, napisana v obdobju Novega kraljestva.
Tako kot vse druge knjige iz podzemnega sveta, je tudi ta napisana v notranjosti kraljevih grobnic v korist pokojnih. Opisuje potovanje boga sonca Ra skozi šest votlin podzemnega sveta, s poudarkom na vzajemnem delovanju boga sonca in prebivalcev podzemlja, vključno z nagradami za pravične in kaznimi za sovražnike svetovnega reda in tiste, ki so padli na tehtanju duše. Knjiga votlin je eden od najboljših virov informacij o egipčanskem konceptu pekla.
Knjiga votlin izvira iz ramzeškega obdobja v 13. stoletju pr. n. št.  Najstarejša znana različica je napisana na levi steni Oziriona v Abidosu. Najkasnejša je v grobnici Ramzesa IV. v Dolini kraljev.

## Vsebina
Tako kot starejši knjigi o podzemnem svetu (Amduat in Knjiga vrat), tudi Knjiga votlin opisuje nočno potovanje boga sonca (Ra) od zahodnega obzorja do vzhodnega obzorja skozi podzemlje, božanska bitja, ki jih na potovanju sreča, in njegovo interakcijo z njimi. Pomembni mejniki na njegovi poti so
- votline "upravičenih" pokojnikov, zdaj božanskih bitij (1. in 2. grafikon),
- votlina Z Ozirisovim in Rajevim truplom (3. grafikon) in
- izhod iz podzemnega sveta  (ostali grafikoni).

Sonce na svojem potovanju preide skozi votline pekla, v katerih so uničeni sovražniki sveta (sovražniki Ozirisa in Raja).  Knjiga votlin daje tudi nekaj namigov o namišljeni topografiji podzemlja.

## Topografija
Knjiga votlin nima izvirnega naslova in ni razdeljena na nočne ure kot druge knjige o podzemnem svetu. Namesto tega vsebuje sedem velikih grafikonov s skupno okoli 80 prizori. Razdeljena je na dva dela s po tremi grafikoni in zaključnim grafikonom.
Knjiga votlin je veliko bolj knjižna kot drugi pogrebni knjigi iz Novega kraljestva, kot sta Amduat ali Knjiga vrat. Nima toliko slik kot druge knjige, vsebuje pa veliko več besedila.

## Zgodovina
Trenutno je znanih trinajst Knjig votlin:
| Lokacija                                            | Prostor                                 | Obseg                                   | Datiranje                             |
| --------------------------------------------------- | --------------------------------------- | --------------------------------------- | ------------------------------------- |
| Ozirion Ozirisovega templja v Abidosu               | hodnik                                  | popolna                                 | pozno 13. stoletje pr. n. št.         |
| Grobnica Ramzesa IV. (KV 2))                        | 3. hodnik; prizidek                     | 1. in 2. grafikon                       | sredina 12. stoletja pr. n. št.       |
| Grobnica Ramzesa V. (KV 9)                          | zgornji del grobnice                    | skoraj popolna                          | sredina 12. stoletja pr. n. št.       |
| Grobnica Ramzesa VII. (KV 1)                        | (prvi) hodnik                           | 1. grafikon                             | 2. polovica 12. stoletja pr. n. št.   |
| Grobnica Ramzesa IX. (KV 6)                         | prvi in drugi hodnik, soba s sarkofagom | 1.-5. grafikon (deli)                   | pozno 12. stoletje pr. n. št.         |
| Pogrebni papirus kraljice Nodžemet (pBM EA 10490)   |                                         | 1., 2., 4. in 7. grafikon (deli)        | sredina 11. stoletja pr. n. št.       |
| Papirusni amulet Butehamun (pTurin 1858)            |                                         | en prizor                               | sredina 11. stoletja pr. n. št.       |
| Kartonska škatla mumije (Louvre [neznana lokacija]) |                                         | en prizor                               | verjetno 1. tisočletje pr. n. št.     |
| Grobnica nadzornika Montuemhata (TT 34)             |                                         | verjetno popolna, zdaj večinoma uničena | druga polovica 7. stoletja pr. n. št. |
| Grobnica svečenika Petamenofisa (TT 33)             | sobe in hodniki XVII–XIX                | popolna                                 | druga polovica 7. stoletja pr. n. št. |
| Bloki z otoka Rhoda                                 |                                         | najmanj 1. in 2. grafikon               | verjetno 1. tisočletje pr. n. št.     |
| Sarkofag generala Petieseja (Berlin No. 29)         | pokrov                                  | en prizor                               | okoli 4. stoletja pr. n. št.          |
| Tžihorptojev sarkofag (Kairo CG 29306)              | zunanja površina, pokrov                | 1., 2., 5. in 6. grafikon (deli)        | 4. stoletje pr. n. št.                |

Prva znana skoraj popolna različica Knjige votlin ima poškodovan samo zgornji register in se nahaja v Ozirionu. Odkrila sta jo arheologa Flinders Petrie in Margaret Murray, ki sta izkopavala najdišče leta 1902 in 1903. Knjigo votlin je  na levi steni vhodnega hodnika neposredno nasproti Knjige vrat.
Ramzes IV. je bil prvi faraon, ki je dal v svoji grobnici napisati Knjigo votlin. Prva (in zadnja) skoraj celotna kopija v Dolini kraljev je v grobnici Ramzesa VI. Napisana je pred grobnico nasproti Knjige vrat  in ima podoben razpored kot tista v Ozirionu. Odlomki knjige so napisani tudi po vseh stenah grobnice in jih skoraj v celoti prekrivajo.

## Prevodi
Prvi prevod nekaterih delov Knjige votlin iz grobnice Ramzesa VI. je objavil Ippolito Rosellini leta 1836. Kmalu zatem  je o Knjigi votlin pisal Jean François Champollion in objaviil nekaj prevodov.
Znanstveniki se niso kdo ve kako zanimali za knjigo, dokler ni bila približno stoletje pozneje v Ozirionu odkrita druga popolna različica besedila. Leta 1933 je prvi popoln prevod knjige  objavil Henri Frankfort s pomočjo prevoda Adrijana de Bucka, ki je temeljil na tej različici. Med letoma 1942 in 1945 je Alexandre Piankoff izdal francoski prevod knjige, kateremu je leta 1972 sledil prevod v nemščino Erika Hornunga. Drugi angleški prevod je prevod Hornungove knjige iz nemščine. Zadnji prevod je objavil nemški znanstvenik Daniel Werning.